# Hieronim II (arcybiskup Aten)
Hieronymus II, gr. Ιερώνυμος B´ (ur. 30 marca 1938 w Oinofyta w Beocji) – grecki duchowny prawosławny, arcybiskup Aten, zwierzchnik Kościoła Grecji.

## Życiorys
Pochodzi z rodziny o korzeniach arwanickich. Imię świeckie – Joannis Liapis. Absolwent Wydziału Filozoficznego (Sekcja Archeologii) i Teologicznego Uniwersytetu Ateńskiego. Studia podyplomowe odbył w Grazu, Ratyzbonie i Monachium.
Zwierzchnikiem Greckiego Kościoła Prawosławnego jest od 7 lutego 2008; wybrany został w drugiej turze głosowania, jako następca zmarłego w dniu 28 stycznia arcybiskupa Christodoulosa I. Uroczysta intronizacja  odbyła się 16 lutego 2008. Przed objęciem arcybiskupstwa Aten był metropolitą Teb i Liwadii. Znany jest z dobrych stosunków z patriarchą Konstantynopola, Bartłomiejem I.
W czerwcu 2016 r. uczestniczył w Soborze Wszechprawosławnym na Krecie.

## Odznaczenia
- Order Księcia Jarosława Mądrego I klasy – Ukraina (2013)[2]